# Mahou Sentai Magiranger
Deka Rangers Bôkengers
Mahou Sentai Magiranger (魔法戦隊マジレンジャー, Mahō Sentai Majirenjā, littéralement Magiranger, l'escadron magique) est une série télévisée japonaise du genre sentai en 49 épisodes de 25 minutes et diffusée au Japon.

## Synopsis
C'est un jour comme les autres qui commence pour la famille Ozu (composée de la mère Miyuki et de ses cinq enfants : Kai, Tsubasa, Urara, Houka et Makito), du moins en apparence. En réalité, le monde souterrain d'Infersia commence à se réveiller, et décide de tenter encore une fois de prendre le contrôle du monde de la surface. Lorsque le Troll envoyé par Infersia se matérialise devant la famille Ozu, Miyuki est alors obligée de révéler son secret : elle est une magicienne, choisie par les Saints célestes de Magitopia, le Royaume des Cieux, pour protéger le monde de la surface. Elle révèle également à ses enfants qu'eux aussi possèdent des pouvoirs magiques, qui se révéleront quand ils feront preuve de courage. Ils deviendront alors les Magirangers.

## Personnages

### Famille Ozu
- Kai Ozu (小津 魁, Ozu Kai?) / Magi Red (マジレッド, Aka no Mahōtsukai Maji Reddo?) : Après s'être transformé, il dit : « Mon élément est le feu brûlant ! Je suis le magicien rouge ! Magi Red ! » (「燃える炎のエレメント！赤の魔法使い！マジレッド！」, « Moeru honō no eremento! Aka no Mahōtsukai! Maji Reddo! »?).
- Tsubasa Ozu (小津 翼, Ozu Tsubasa?) / Magi Yellow (マジイエロー, Maji Ierō?) : Après s'être transformé, il dit : « Mon élément est le tonnerre galopant ! Je suis le magicien jaune ! Magi Yellow! » (「走る雷のエレメント！黄色の魔法使い！マジイエロー！」, « Hashiru kaminari no eremento! Kīro no Mahōtsukai! Maji Ierō! »?).
- Urara Ozu (小津 麗, Ozu Urara?) / Magi Blue (マジブルー, Maji Burū?) : Après s'être transformée, elle dit : « Mon élément est le fracas de l'eau ! Je suis la magicienne bleue ! Magi Blue ! » (「揺蕩う水のエレメント！青の魔法使い！マジブルー！」, « Tayuta u mizu no eremento! Ao no Mahōtsukai! Maji Burū! »?).
- Hôka Ozu (小津 芳香, Ozu Hōka?) / Magi Pink (マジピンク, Maji Pinku?) : Après s'être transformée, elle dit : « Mon élément est la bourrasque du vent ! Je suis la magicienne rose ! Magi Pink ! » (「吹きゆく風のエレメント！桃色の魔法使い！マジピンク！」, « Fukiyuku kaze no eremento! Momoiro no Mahōtsukai! Maji Pinku! »?).
- Makito Ozu (小津 蒔人, Ozu Makito?) / Magi Green (マジグリーン, Maji Gurīn?) : Après s'être transformé, il dit : « Mon élément est la terre grondante ! Je suis le magicien vert ! Magi Green ! » (「唸る大地のエレメント！緑の魔法使い！マジグリーン！」, « Unaru daichi no eremento! Midori no Mahōtsukai! Maji Gurīn! »?).
- Miyuki Ozu (小津 深雪, Ozu Miyuki?) / Magi Mother (マジマザー, Maji Mazā?) (épisodes 1-2, 7, 43-49) : Après s'être transformée, elle dit : « Mon élément est la glace étincelante ! Je suis la magicienne blanche ! Magi Mother ! » (「煌く氷のエレメント！白の魔法使い！マジマザー！」, « Kirameku kōri no eremento! Shiro no Mahōtsukai! Maji Mazā! »?).
- Isamu Ozu (小津 勇, Ozu Isamu?) / Wolzard (ウルザード, Uruzādo?) (épisodes 1-34) : Après s'être transformé, il dit : « Né dans les ténèbres, au service des ténèbres. Le chevalier de la magie noire : Wolzard ! » (「闇に生まれ、闇に帰す。魔導騎士、ウルザード！」, « Yami ni umare, yami ni kisu. Madōkishi, Uruzādo! »?).

Hikaru (ヒカル, Hikaru) / Magi Shine (マジシャイン, Maji Shain) (épisodes (19-49) : Après s'être transformé, il dit : « Mon élément est le Soleil brillant ! Je suis le héros céleste ! Magi Shine ! » (「輝く太陽のエレメント！天空勇者！マジシャイン！」, « Kagayaku taiyō no eremento! Tenkū Yūsha! Maji Shain! »).
L'appel nominal se conclut par « Notre courage débordant se change en magie ! » (「溢れる勇気を魔法に変える！」, « Afureru yūki o mahō ni kaeru! »), suivi de « Mahou Sentai Magirangers ! » (「魔法戦隊マジレンジャー！」, « Mahō Sentai Majirenjā! »)

### Soutien
- Mandora Boy (マンドラ坊や, Mandora Bōya?)
- Smoky, le chat magique (魔法猫スモーキー, Mahō Neko Sumōkī?) (épisodes 19-49)
- Déesse du mini-printemps (?) (KaiShine vs. MagiShine)
- Yuka Yamazaki (?) (épisodes 5-49)
- Eriko Ikeda (?)
- Tetsuya (?)
- Rei Mamiya (?)
- Akane (?)
- Deka Rangers (特捜戦隊デカレンジャー, Tokusō Sentai Dekarenjā?)

### Empire souterrain Hades Infersia
L'empire souterrain Hades Infersia (地底冥府インフェルシア, Chitei Meifu Inferushia)
- Dieu absolu N Ma (絶対神ン・マ, Zettaishin N Ma?) (épisodes 2-34, 46-49) :

Cinq dieux guerriers
- dieu guerrier Hades Ifrit (冥府神イフリート, Meifubushin Efurīto?) (épisodes 35-36) :
- dieu guerrier Hades Cyclops (冥府神サイクロプス, Meifubushin Saikuropusu?) (épisodes 35-38) :
- dieu guerrier Hades Toad (冥府神トード, Meifubushin Tōdo?) (épisodes 35-46) :
- dieu guerrier Hades Wyvern (冥府神ワイバーン, Meifubushin Waibān?) (épisodes 35-46) :
- dieu guerrier Hades Titan (冥府神ティターン, Meifubushin Titān?) (épisodes 35-46) :

Commandants en chef
- Général victorieux Branken (凱力大将ブランケン, Gairiki Taishō Buranken?) (épisodes 1-18) :
- Prêtre sorcier Meemy (魔導神官メーミィ, Madō Shinkan Mēmyi?) (épisodes 19-34, Boukenger vs. Super Sentai) :

Trois dieux sages
- déesse sage Hades Gorgon (冥賢神ゴーゴン, Meifukenshin Gōgon?) (épisodes 35-40) :
- déesse sage Hades Sphinx (冥賢神スフィンクス, Meifukenshin Sufinkusu?)  (épisodes 35-47, 49) :
- dieu sage Hades Dagon (冥賢神ダゴン, Meifukenshin Dagon?) (épisodes 35-49) :

Deux dieux ultimes
- dieu Hades ultime Drake (冥極神ドレイク, Meifuyokushin Doreiku?) (épisodes 35-42) :
- dieu Hades ultime Sleipnir (冥極神スレイプニル, Meifuyokushin Sureipuniru?) (épisodes 35-48) :

- Espionne fantôme Vancuria (妖幻密使バンキュリア, Yōgen Misshi Bankyuria?) :
- Les Zobils (ゾビル, Zobiru?) sont les fantassins de l'empire.
- Les Hades Beasts (冥獣, Meijū?) sont les monstres envoyés sur Terre par l'empire.

## Mechas
- Magi Majin (マジ魔神, Majimajin?) :
- Magi Dragon (マジドラゴン, Majidoragon?) (épisode 3) : Formé à partir des quatre Majins suivants :
  - Magi Garuda (マジガルーダ, Majigarūda?)
  - Magi Mermaid (マジマーメイド, Majimāmeido?)
  - Magi Fairy (マジフェアリー, Majifearī?)
  - Magi Taurus (マジタウロス, Majitaurosu?)
- Magi King (マジキング, Majikingu?) (épisode 4) : Formé à partir des cinq Majins suivants :
  - Magi Phoenix (マジフェニックス, Majifenikkusu?)
  - Magi Garuda (マジガルーダ, Majigarūda?)
  - Magi Mermaid (マジマーメイド, Majimāmeido?)
  - Magi Fairy (マジフェアリー, Majifearī?)
  - Magi Taurus (マジタウロス, Majitaurosu?)
- Fire Kaizer (ファイヤーカイザー, Faiyā Kaizā?) :
- train magique Travelion Express (魔法特急トラベリオンエクスプレス, Mahō Tokkyū Toraberion Ekusupuresu?)
- dieu d'acier magique Travelion (魔法鉄神トラベリオン, Mahō Tetsujin Toraberion?) : Formé à partir du Travelion Express.
- Saint Kaiser (セイントカイザー, Seinto Kaizā?) :
- Magi Legend (マジレジェンド, Majirejendo?) :

## Épisodes (Étapes)
- Le générique d'ouverture commence toujours par la phrase : « La magie, c'est un pouvoir sacré ! La magie, c'est une aventure vers l'inconnu ! La magie, c'est une preuve de courage ! » (「魔法、それは聖なる力！ 魔法、それは未知への冒険！ 魔法、そしてそれは勇気の証！」, « Mahō, sore wa seinaru chikara! Mahō, sore wa michi e no bōken! Mahō, soshite sore wa yūki no akashi! »?).
- Dans Magiranger, les épisodes ont des titres suivis de sortilèges.

1. Le Matin du départ ~Maagi Magi Magiiro~ (旅立ちの朝～マージ・マジ・マジーロ～, Tabidachi no Asa ~Māji Maji Majīro~?)
2. Soyez courageux ~Maagi Magi Magika~ (勇気を出して～マージ・マジ・マジカ～, Yūki o Dashite ~Māji Maji Majika~?)
3. Monte sur le dragon magique ~Maagi Giruma Jinga~ (魔竜に乗れ～マージ・ジルマ・ジンガ～, Maryū ni Nore ~Māji Jiruma Jinga~?)
4. Le roi des Majins ~Maagi Giruma Magi Jinga~ (魔人の王様～マージ・ジルマ・マジ・ジンガ～, Majin no Ōsama ~Māji Jiruma Maji Jinga~?)
5. Soyons amoureux ~Maagi Magiiro~ (恋をしようよ～マージ・マジーロ～, Koi o Shiyō yo ~Māji Majīro~?)
6. Le Roi des ténèbres ~Uuza Douza Uru Zanga~ (闇の覇王～ウーザ・ドーザ・ウル・ザンガ～, Yami no Haō ~Ūza Dōza Uru Zanga~?)
7. Vers le rêve ~Jinga Magiiro~ (夢の中へ～ジンガ・マジーロ～, Yume no Naka e ~Jinga Majīro~?)
8. C'est toi l'héroïne ~Majuna Majuna~ (君こそヒロイン～マジュナ・マジュナ～, Kimi Koso Hiroin ~Majuna Majuna~?)
9. Fusion amicale des flammes ~Giruma Maagi Magi Jinga~ (炎の友情合体～ジルマ・マージ・マジ・ジンガ～, Honō no Yūjō Gattai ~Jiruma Māji Maji Jinga~?)
10. Quand les fleurs écloreront ~Giruma Magika~ (花が咲いたら～ジルマ・マジカ～, Hana ga Saitara ~Jiruma Majika~?)
11. La nuit des vampires ~Magiiro Magika~ (吸血鬼の夜～マジーロ・マジカ～, Kyūketsuki no Yoru ~Majīro Majika~?)
12. La marque de détermination ~Maagi Giruma Magi Magika~ (決意のしるし～マージ・ジルマ・マジ・マジカ～, Ketsui no Shirushi ~Māji Jiruma Maji Majika~?)
13. À la place de maman ~Jinga Majuna~ (お母さんなら～ジンガ・マジュナ～, Okāsan Nara ~Jinga Majuna~?)
14. Brûlez, poings ! ~Gii Gii Jijiru~ (燃えろパンチ～ジー・ジー・ジジル～, Moero Panchi ~Jī Jī Jijiru~?)
15. Le grand frère de la mariée ~Giruma Magi Majuna~ (花嫁の兄～ジルマ・マジ・マジュナ～, Hanayome no Ani ~Jiruma Maji Majuna~?)
16. La Clef de la Porte ~Uzaara Ugaro~ (門の鍵～ウザーラ・ウガロ～, Mon no Kagi ~Uzāra Ugaro~?)
17. Pas besoin de gentillesse ~Uuza Douza Uru Ugaro~ (優しさはいらない～ウーザ・ドーザ・ウル・ウガロ～, Yasashisa wa Iranai ~Ūza Dōza Uru Ugaro~?)
18. En unissant nos forces ~Maagi Giruma Gii Jinga~ (力を合わせて～マージ・ジルマ・ジー・ジンガ～, Chikara o Awasete ~Māji Jiruma Jī Jinga~?)
19. La lampe magique ~Meeza Zazare~ (魔法のランプ～メーザ・ザザレ～, Mahō no Ranpu ~Mēza Zazare~?)
20. Embrasse moi, crôa ~Goolu Golu Goludiiro~ (キスしてケロ～ゴール・ゴル・ゴルディーロ～, Kisu Shite Kero ~Gōru Goru Gorudīro~?)
21. En avant dans l'express magique ~Goo Goo Goludiiro~ (魔法特急で行こう～ゴー・ゴー・ゴルディーロ～, Mahō Tokkyū de Ikō ~Gō Gō Gorudīro~?)
22. Un rencart à Kyoto ? ~Luuma Gold~ (京都でデート？～ルーマ・ゴルド～, Kyōto de Dēto? ~Rūma Gorudo~?)
23. La magie interdite ~Rooji Maneeji Magi Mamaruji~ (禁断の魔法～ロージ・マネージ・マジ・ママルジ～, Kindan no Mahō ~Rōji Menēji Maji Mamaruji~?)
24. En tant que professeur ~Golu Golu Gojika~ (先生として～ゴル・ゴル・ゴジカ～, Sensei Toshite ~Goru Goru Gojika~?)
25. Le courage volé ~Giruma Magi Magiiro~ (盗まれた勇気～ジルマ・マジ・マジーロ～, Nusumareta Yūki ~Jiruma Maji Majīro~?)
26. Ayez confiance ! ~Giruma Gii Magika~ (信じろよ！～ジルマ・ジー・マジカ～, Shinjiro yo! ~Jiruma Jī Majika~?)
27. Notre Lien ~Magiine Magiine~ (俺たちの絆～マジーネ・マジーネ～, Oretachi no Kizuna ~Majīne Majīne~?)
28. Vers l'infini… ~Giruma Magi Magi Magiine~ (永遠に...～ジルマ・マジ・マジ・マジーネ～, Eien ni… ~Jiruma Maji Maji Majīne~?)
29. Répétons « Hein ? » ~Gii Magi Magiiro~ (くり返す「あれ？」～ジー・マジ・マジーロ～, Kurikaesu « Are? » ~Jī Maji Majīro~?)
30. Le pouvoir légendaire ~Maagi Magi Magi Magiiro~ (伝説の力～マージ・マジ・マジ・マジーロ～, Densetsu no Chikara ~Māji Maji Maji Majīro~?)
31. L'extraordinaire Majin ~Maagi Giruma Golu Jingajin~ (凄まじき魔神～マージ・ジルマ・ゴル・ジンガジン～, Susamajiki Majin ~Māji Jiruma Goru Jingajin~?)
32. Les mots de papa ~Maagi Giruma Golu Gogika~ (父の言葉～マージ・ジルマ・ゴル・ゴジカ～, Chichi no Kotoba ~Māji Jiruma Goru Gojika~?)
33. Vers Infershia ~Maagi Golu Magika~ (インフェルシアへ～マージ・ゴル・マジカ～, Inferushia e ~Māji Goru Majika~?)
34. Les liens du courage ~Goolu Golu Goludo~ (勇気の絆～ゴール・ゴル・ゴルド～, Yūki no Kizuna ~Gōru Goru Gorudo~?)
35. La Vallée des dieux ~Magi Magi Jijiru~ (神々の谷～マジ・マジ・ジジル～, Kamigami no Tani ~Maji Maji Jijiru~?)
36. Exécution de la punition divine ~Maagi Golu Gogika~ (神罰執行～マージ・ゴル・ゴジカ～, Shinbatsu Shikkō ~Māji Goru Gojika~?)
37. Le tireur de l'ombre ~Golu Maagi~ (狙い撃ち～ゴル・マージ～, Neraiuchi ~Goru Māji~?)
38. La promesse faite à mon grand frère ~Goo Magiiro~ (アニキとの約束～ゴー・マジーロ～, Aniki to no Yakusoku ~Gō Majīro~?)
39. Frère et sœur inversés ~Majuna Giruma~ (あべこべ姉弟～マジュナ・ジルマ～, Abekobe Kyōdai ~Majuna Jiruma~?)
40. Le jardin de la femme-serpent ~Magine Luludo~ (蛇女の庭～マジーネ・ルルド～, Hebi-onna no Niwa ~Majīne Rurudo~?)
41. Le professeur du professeur ~Goolu Golu Majuulu~ (先生の先生～ゴール・ゴル・マジュール～, Sensei no Sensei ~Gōru Goru Majūru~?)
42. Confrontation ! Les deux dieux ultimes ~Goolu Luuma Golu Gonga~ (対決！二極神～ゴール・ルーマ・ゴル・ゴンガ～, Taiketsu! Nikyokushin ~Gōru Rūma Goru Gonga~?)
43. Le Jardin des épines ~Magi Magi Gogika~ (茨の園～マジ・マジ・ゴジカ～, Ibara no Sono ~Maji Maji Gojika~?)
44. L'Odeur de maman ~Giruma Giruma Gonga~ (母さんの匂い～ジルマ・ジルマ・ゴンガ～, Kāsan no Nioi ~Jiruma Jiruma Gonga~?)
45. Ces deux-là sont amis ~Gii Golu Majuna~ (二人はともだち～ジー・ゴル・マジュナ～, Futari wa Tomodachi ~Jī Goru Majuna~?)
46. En route vers le lac ~Goolu Golu Golu Goludiiro~ (湖へ向かえ～ゴール・ゴル・ゴル・ゴルディーロ～, Mizūmi e Mukae ~Gōru Goru Goru Gorudīro~?)
47. La Magie qui est en toi ~Luludo Goludiiro~ (君にかける魔法～ルルド・ゴルディーロ～, Kimi ni Kakeru Mahō ~Rurudo Gorudīro~?)
48. Le Dernier combat ~Magi Majuulu Gogoolu Jingajin~ (決戦～マジ・マジュール・ゴゴール・ジンガジン～, Kessen ~Maji Majūru Gogōru Jingajin~?)
49. Le Retour vers la Légende ~Maagi Magi Majendo~ (伝説への帰還～マージ・マジ・マジェンド～, Densetsu e no Kikan ~Māji Maji Majendo~?)

### Films
- La Mariée d'Infershia (インフェルシアの花嫁, Inferushia no Hanayome?)
- KaiShine vs. MagiShine
- Mahou Sentai Magiranger VS. Dekaranger
- GoGo Sentai Boukenger VS. Super Sentai (Tsubasa Ozu et Hikaru seulement - MagiRed pour le costume et Meemy comme méchant)

## Distribution
La famille Ozu
- Kai Ozu / Magi Red : Atsushi Hashimoto
- Tsubasa Ozu / Magi Yellow : Hiroya Matsumoto
- Urara Ozu / Magi Blue : Asami Kai
- Hōka Ozu / Magi Pink: Ayumi Beppu
- Makito Ozu / Magi Green : Yuuki Itou

- Hikaru (Saint Céleste Sungel) / Magi Shine : Yousuke Ichikawa

- Miyuki Ozu / Magi Mother : Azusa Watanabe
- Isamu Ozu (Saint Céleste Bragel) / Wolzard / Wolzard Fire: Tsutomu Isobe

Magitopia
- Rin (Sainte Céleste Lunagel) : Meibi Yamanouchi
- Sainte Céleste Snowgel (voix) : Keiko Han
- Mandora-boy (voix) : Kumiko Higa
- Smoky Le Chat Magique (voix) : Takeshi Kusao
- Grande Sainte Céleste Magiel : Machiko Soga

Infershia
- N Ma Le dieu Absolu (voix) : Daisuke Namikawa

- Branken (voix) : Hisao Egawa
- Meemy (voix) : Yasuhiro Takato

- Vancuria (voix) : Misa Watanabe
  - Nai : Chiaki Horan
  - Mea : Tomomi Kitagami

- Les dieux d'Infershia
  - Sphinx (voix) : Kyoko Terase
  - Titan (voix) : Mitsuru Ogata
  - Dagon (voix) : Akio Ohtsuka
  - Wyvern (voix) : Nozomi Sasaki
  - Drake (voix) : Kazuki Yao
  - Ifrit (voix) : Tetsu Inada
  - Cyclops (voix) : Ryôtarô Okiayu
  - Gorgon (voix) : Atsuko Tanaka
  - Toad (voix) : Masato Hirano
  - Sleipnir (voix) : Hideyuki Umezu

Autres
- Yuka Yamazaki  : Kaoru Hirata
- Eriko Ikeda :
- Tetsuya :

## Autour de la série
- Le nom de famille des héros est une référence au Magicien d'Oz.
- Magi Rangers est le troisième sentai où les cinq héros sont frères et sœurs (les deux autres sont Fiveman et GôGô Five). C'est par contre le seul des « sentai familiaux » où apparaît un sixième guerrier (qui ne fait donc pas partie de la fratrie).
- Le rôle de Magiel fut le dernier rôle de Machiko Soga (Hedrian dans Denziman et Sun Vulcan, ainsi que Bandora dans Zyu Rangers) dans le tokusatsu avant sa mort le 7 mai 2006.
- Magi Rangers est la cinquième saison, après Maskman, Zyu Rangers, Hurricanegers et Deka Rangers, dont le thème a été trouvé grâce à la popularité d'un film ou d'une série au Japon. Le thème de Magi Rangers s'inspire d'Harry Potter.
- Le prénom de chacun des cinq héros correspond à une partie du mot 「魔法使い」 (「ま・ほ・う・つ・かい」, « Ma・Ho・U・Tsu・Kai »?) signifiant « magicien ».
- En 2012, Hiroya Matsumoto, celui qui joue Tsubasa Ozu A Rejoué Un Ranger en tant que Beet Buster Dans Tokumei Sentai Go-Busters.